# 1924年パリオリンピックのデンマーク選手団
1924年パリオリンピックのデンマーク選手団（1924ねんパリオリンピックのデンマークせんしゅだん）は、1924年5月4日から7月27日にかけてフランスの首都パリで開催された1924年パリオリンピックのデンマーク選手団、およびその競技結果。

## 概要
今大会は金メダル2個、銀メダル5個、銅メダル2個の合計9個のメダルを獲得した。

## メダル
| メダル | 選手名                                            | 競技   | 種目                   |
| ------ | ------------------------------------------------- | ------ | ---------------------- |
| 銀     | ウィリー・ファルク・ハンセン エドムンド・ハンセン | 自転車 | 男子タンデムスプリント |